# Liste des monuments historiques du département du Jura
Cet article recense les monuments historiques du département du Jura, en France.

## Statistiques
Au 21 juillet 2025, le département du Jura compte 478 édifices comportant au moins une protection au titre des monuments historiques, dont 103 sont classés et 404 sont inscrits. Le total des monuments classés et inscrits est supérieur au nombre total de monuments protégés car plusieurs d'entre eux sont à la fois classés et inscrits.
- Haut – A
- B
- C
- D
- E
- F
- G
- H
- I
- J
- K
- L
- M
- N
- O
- P
- Q
- R
- S
- T
- U
- V
- W
- X
- Y
- Z

## Liste
Du fait du nombre de protections dans certaines communes, elles font l'objet d'un article séparé :
- pour Arbois, voir la liste des monuments historiques d'Arbois
- pour Dole, voir la liste des monuments historiques de Dole
- pour Lons-le-Saunier, voir la liste des monuments historiques de Lons-le-Saunier
- pour Poligny, voir la liste des monuments historiques de Poligny (Jura)
- pour Salins-les-Bains, voir la liste des monuments historiques de Salins-les-Bains

| Monument                                                                                   | Commune                                                               | Adresse                                                    | Coordonnées                      | Notice         | Protection             | Date                | Illustration                                                                   |
| ------------------------------------------------------------------------------------------ | --------------------------------------------------------------------- | ---------------------------------------------------------- | -------------------------------- | -------------- | ---------------------- | ------------------- | ------------------------------------------------------------------------------ |
| Grotte des Gorges                                                                          | Amange (également sur Châtenois)                                      |                                                            | 47° 09′ 35″ nord, 5° 33′ 13″ est | « PA39000109 » | Inscrit                | 2013                | Image manquante Téléverser                                                     |
| Château d'Andelot                                                                          | Andelot-Morval                                                        |                                                            | 46° 25′ 29″ nord, 5° 24′ 56″ est | « PA00101799 » | Inscrit                | 1926                | Château d'Andelot                                                              |
| Motte féodale d'Annoire                                                                    | Annoire                                                               |                                                            | 46° 57′ 35″ nord, 5° 16′ 20″ est | « PA00135333 » | Inscrit                | 1995                | Image manquante Téléverser                                                     |
| monument aux morts d'Arbois                                                                | Arbois                                                                | route de Lyon                                              | 46° 54′ 05″ nord, 5° 46′ 16″ est | « PA39000133 » | Inscrit                | 2022                | Image manquante Téléverser                                                     |
| Croix d'Archelange                                                                         | Archelange                                                            |                                                            | 47° 08′ 48″ nord, 5° 30′ 51″ est | « PA00101806 » | Inscrit                | 1946                | Croix d'Archelange                                                             |
| Église de l'Assomption-de-la-Mère-de-Dieu d'Arinthod                                       | Arinthod                                                              |                                                            | 46° 23′ 36″ nord, 5° 34′ 00″ est | « PA00102083 » | Inscrit                | 1991                | Église de l'Assomption-de-la-Mère-de-Dieu d'Arinthod                           |
| Fontaine d'Arinthod                                                                        | Arinthod                                                              | Place de l'Église                                          | 46° 23′ 36″ nord, 5° 33′ 58″ est | « PA00101807 » | Classé                 | 1971                | Fontaine d'Arinthod                                                            |
| Tournerie de Robert Marichy                                                                | Arinthod                                                              | 7 rue du Plan-Pernet                                       | 46° 24′ 19″ nord, 5° 35′ 02″ est | « PA39000124 » | Inscrit                | 2015                | Image manquante Téléverser                                                     |
| Château d'Arlay                                                                            | Arlay                                                                 |                                                            | 46° 45′ 32″ nord, 5° 32′ 16″ est | « PA00101808 » | Classé                 | 1996                | Château d'Arlay                                                                |
| Maison La Chevana d'Or                                                                     | Arlay                                                                 |                                                            | 46° 45′ 41″ nord, 5° 31′ 46″ est | « PA00101809 » | Inscrit                | 1926                | Maison La Chevana d'Or                                                         |
| Croix d'Aromas                                                                             | Aromas                                                                |                                                            | 46° 17′ 32″ nord, 5° 28′ 51″ est | « PA00101810 » | Classé                 | 1906                | Croix d'Aromas                                                                 |
| Borne-colonne n°2 de la forêt de Chaux                                                     | Augerans (également sur Falletans et Belmont)                         | forêt de Chaux                                             | 47° 03′ 39″ nord, 5° 35′ 02″ est | « PA39000111 » | Inscrit                | 2013                | Borne-colonne n°2 de la forêt de Chaux                                         |
| Maison vigneronne                                                                          | Aumont                                                                | 14 rue Repoutot                                            | 46° 54′ 47″ nord, 5° 38′ 30″ est | « PA39000125 » | Inscrit                | 2015                | Image manquante Téléverser                                                     |
| Croix de Balanod                                                                           | Balanod                                                               |                                                            | 46° 27′ 16″ nord, 5° 21′ 22″ est | « PA00101811 » | Classé                 | 1906                | Croix de Balanod                                                               |
| Croix de chemin de Bans                                                                    | Bans                                                                  | 21 rue des Tilleuls                                        | 46° 58′ 58″ nord, 5° 34′ 58″ est | « PA00101812 » | Classé                 | 1907                | Croix de chemin de Bans                                                        |
| Chapelle du cimetière désaffecté de Barésia-sur-l'Ain                                      | Barésia-sur-l'Ain                                                     | Cimetière désaffecté                                       | 46° 33′ 09″ nord, 5° 42′ 39″ est | « PA00101813 » | Classé                 | 1943                | Image manquante Téléverser                                                     |
| Abbaye Saint-Pierre de Baume-les-Messieurs                                                 | Baume-les-Messieurs                                                   |                                                            | 46° 42′ 26″ nord, 5° 38′ 54″ est | « PA00101814 » | Classé Inscrit         | 1862 1929 1933 2023 | Abbaye Saint-Pierre de Baume-les-Messieurs                                     |
| Église Saint-Jean-Baptiste de Baume-les-Messieurs                                          | Baume-les-Messieurs                                                   |                                                            | 46° 42′ 49″ nord, 5° 38′ 08″ est | « PA39000032 » | Inscrit                | 1998                | Église Saint-Jean-Baptiste de Baume-les-Messieurs                              |
| Fontaine de Baume-les-Messieurs                                                            | Baume-les-Messieurs                                                   | Rue de la Croix du Poy                                     | 46° 42′ 45″ nord, 5° 38′ 03″ est | « PA00101815 » | Classé                 | 1907                | Fontaine de Baume-les-Messieurs                                                |
| Maison Sermu                                                                               | Baume-les-Messieurs                                                   | 14 rue de Calonne                                          | 46° 41′ 49″ nord, 5° 38′ 20″ est | « PA39000136 » | Inscrit                | 2023                | Image manquante Téléverser                                                     |
| Vieux pont sur la Seille                                                                   | Baume-les-Messieurs                                                   |                                                            | 46° 42′ 35″ nord, 5° 38′ 42″ est | « PA00101816 » | Inscrit                | 1929                | Vieux pont sur la Seille                                                       |
| Borne-colonne n°2 de la forêt de Chaux                                                     | Belmont (également sur Augerans et Falletans)                         | forêt de Chaux                                             | 47° 03′ 39″ nord, 5° 35′ 02″ est | « PA39000111 » | Inscrit                | 2013                | Borne-colonne n°2 de la forêt de Chaux                                         |
| Château de Bersaillin                                                                      | Bersaillin                                                            |                                                            | 46° 51′ 36″ nord, 5° 35′ 52″ est | « PA00101817 » | Inscrit                | 1977 1994           | Château de Bersaillin                                                          |
| Église Sainte-Catherine de Bersaillin                                                      | Bersaillin                                                            |                                                            | 46° 51′ 22″ nord, 5° 36′ 08″ est | « PA00135334 » | Inscrit                | 1995                | Église Sainte-Catherine de Bersaillin                                          |
| Église Saint-Hilaire de Saint-Vivant                                                       | Biarne                                                                | Saint-Vivant                                               | 47° 08′ 16″ nord, 5° 26′ 37″ est | « PA00101818 » | Inscrit                | 1979                | Église Saint-Hilaire de Saint-Vivant                                           |
| Château de Boissia                                                                         | Boissia                                                               | Au village                                                 | 46° 35′ 30″ nord, 5° 44′ 18″ est | « PA00102084 » | Inscrit                | 1991                | Château de Boissia                                                             |
| Presbytère de La Boissière                                                                 | La Boissière                                                          |                                                            | 46° 25′ 25″ nord, 5° 31′ 41″ est | « PA39000018 » | Inscrit                | 1997                | Presbytère de La Boissière                                                     |
| Borne frontière des Bouchoux                                                               | Les Bouchoux                                                          | Les Cernoises                                              | 46° 16′ 02″ nord, 5° 46′ 16″ est | « PA00101820 » | Classé                 | 1926                | Image manquante Téléverser                                                     |
| Borne frontière des Bouchoux                                                               | Les Bouchoux                                                          | La Roche Beauregard                                        | 46° 15′ 41″ nord, 5° 48′ 15″ est | « PA00101819 » | Classé                 | 1926                | Image manquante Téléverser                                                     |
| Demeure de maître de forges                                                                | Bourg-de-Sirod                                                        | rue des Forges                                             | 46° 43′ 27″ nord, 5° 57′ 18″ est | « PA39000100 » | Inscrit                | 2011                | Demeure de maître de forges                                                    |
| Château de Brans                                                                           | Brans                                                                 | 2 rue du Bois                                              | 47° 13′ 54″ nord, 5° 34′ 02″ est | « PA39000081 » | Inscrit                | 2007                | Château de Brans                                                               |
| Chapelle Saint-Étienne de Coldre                                                           | Briod                                                                 |                                                            | 46° 39′ 53″ nord, 5° 36′ 08″ est | « PA00125402 » | Inscrit                | 1993                | Chapelle Saint-Étienne de Coldre                                               |
| Cimetière mérovingien de Briod                                                             | Briod                                                                 | Coldre                                                     | 46° 39′ 45″ nord, 5° 36′ 10″ est | « PA00125401 » | Inscrit                | 1993                | Image manquante Téléverser                                                     |
| Église Saint-Jérôme de Briod                                                               | Briod                                                                 |                                                            | 46° 39′ 44″ nord, 5° 37′ 23″ est | « PA00101821 » | Inscrit                | 1970                | Église Saint-Jérôme de Briod                                                   |
| Enceinte de Briod                                                                          | Briod                                                                 | Coldre                                                     | 46° 39′ 45″ nord, 5° 36′ 10″ est | « PA00125401 » | Inscrit                | 1993                | Image manquante Téléverser                                                     |
| École-mairie de Cernans                                                                    | Cernans                                                               | 4 rue de Pontarlier                                        | 46° 55′ 54″ nord, 5° 56′ 01″ est | « PA39000062 » | Inscrit                | 2005                | École-mairie de Cernans                                                        |
| Fontaine-lavoir de Cernans                                                                 | Cernans                                                               | Place de la Fontaine                                       | 46° 55′ 57″ nord, 5° 55′ 52″ est | « PA39000066 » | Inscrit                | 2006                | Fontaine-lavoir de Cernans                                                     |
| Église Saint-Laurent de Saint-Laurent-la-Roche                                             | La Chailleuse                                                         | Saint-Laurent-la-Roche                                     | 46° 35′ 56″ nord, 5° 30′ 47″ est | « PA00102018 » | Classé                 | 1990                | Église Saint-Laurent de Saint-Laurent-la-Roche                                 |
| Église Sainte-Madeleine de Varessia                                                        | La Chailleuse                                                         | Varessia                                                   | 46° 33′ 34″ nord, 5° 32′ 23″ est | « PA00135341 » | Inscrit                | 1995                | Église Sainte-Madeleine de Varessia                                            |
| Chapelle du château de Chamole                                                             | Chamole                                                               |                                                            | 46° 50′ 20″ nord, 5° 43′ 27″ est | « PA00101822 » | Inscrit                | 1984                | Chapelle du château de Chamole                                                 |
| Monument aux morts de Champagne-sur-Loue                                                   | Champagne-sur-Loue                                                    | Départementale-274; rue du Pont                            | 47° 02′ 26″ nord, 5° 48′ 53″ est | « PA39000140 » | Inscrit                | 2024                | Monument aux morts de Champagne-sur-Loue                                       |
| Château d'eau de Champagnole                                                               | Champagnole                                                           |                                                            | 46° 44′ 46″ nord, 5° 54′ 26″ est | « PA00102066 » | Inscrit                | 1990                | Château d'eau de Champagnole                                                   |
| Église Saint-Cyr-et-Sainte-Juliette de Champagnole                                         | Champagnole                                                           |                                                            | 46° 44′ 45″ nord, 5° 54′ 32″ est | « PA00132848 » | Inscrit                | 1994                | Église Saint-Cyr-et-Sainte-Juliette de Champagnole                             |
| Hôtel de ville de Champagnole                                                              | Champagnole                                                           |                                                            | 46° 44′ 45″ nord, 5° 54′ 29″ est | « PA39000020 » | Inscrit                | 1997                | Hôtel de ville de Champagnole                                                  |
| Monument aux morts de Champvans                                                            | Champvans                                                             | 2 avenue de la Gare                                        | 47° 06′ 24″ nord, 5° 26′ 08″ est | « PA39000137 » | Inscrit                | 2024                | Image manquante Téléverser                                                     |
| Ancienne carrière de pierre marbrière de Chassal-Molinges                                  | Chassal-Molinges                                                      |                                                            | 46° 21′ 45″ nord, 5° 48′ 02″ est | « PA39000131 » | Inscrit                | 2020                | Image manquante Téléverser                                                     |
| Enceinte de La Chassagne                                                                   | La Chassagne                                                          | Au vieux château                                           | 46° 52′ 04″ nord, 5° 26′ 43″ est | « PA00132849 » | Inscrit                | 1994                | Image manquante Téléverser                                                     |
| Abbaye de Château-Chalon                                                                   | Château-Chalon                                                        |                                                            | 46° 45′ 14″ nord, 5° 37′ 27″ est | « PA00101823 » | Inscrit Classé         | 1987                | Abbaye de Château-Chalon                                                       |
| Église Saint-Pierre de Château-Chalon                                                      | Château-Chalon                                                        |                                                            | 46° 45′ 14″ nord, 5° 37′ 29″ est | « PA00101824 » | Classé                 | 1972                | Église Saint-Pierre de Château-Chalon                                          |
| Maison de chanoinesse bénédictine du belvédère de la Rochette                              | Château-Chalon                                                        | 5056 rue de la Roche                                       | 46° 45′ 12″ nord, 5° 37′ 29″ est | « PA39000083 » | Inscrit                | 2008                | Maison de chanoinesse bénédictine du belvédère de la Rochette                  |
| Borne-colonne n°6 de la forêt de Chaux                                                     | Chatelay (également sur Chissey-sur-Loue, Étrepigney et Plumont)      | forêt de Chaux                                             | 47° 05′ 17″ nord, 5° 42′ 18″ est | « PA39000111 » | Inscrit                | 2013                | Image manquante Téléverser                                                     |
| Église Saint-Vincent de Châtenois                                                          | Châtenois                                                             |                                                            | 47° 08′ 46″ nord, 5° 33′ 08″ est | « PA39000033 » | Inscrit                | 1998                | Église Saint-Vincent de Châtenois                                              |
| Grotte des Gorges                                                                          | Châtenois (également sur Amange)                                      |                                                            | 47° 09′ 35″ nord, 5° 33′ 13″ est | « PA39000109 » | Inscrit                | 2013                | Image manquante Téléverser                                                     |
| Château de Chaussin                                                                        | Chaussin                                                              |                                                            | 46° 57′ 56″ nord, 5° 24′ 20″ est | « PA39000047 » | Inscrit                | 2001                | Image manquante Téléverser                                                     |
| Église Saint-Maurice de Chaussin                                                           | Chaussin                                                              | Rue des Écoles                                             | 46° 57′ 58″ nord, 5° 24′ 23″ est | « PA39000107 » | Inscrit                | 2012                | Église Saint-Maurice de Chaussin                                               |
| Moulin Taron                                                                               | Chaussin                                                              |                                                            | 46° 58′ 01″ nord, 5° 24′ 36″ est | « PA39000021 » | Inscrit                | 1997                | Image manquante Téléverser                                                     |
| Église Sainte-Marguerite de Chaux-des-Crotenay                                             | Chaux-des-Crotenay                                                    |                                                            | 46° 39′ 18″ nord, 5° 57′ 52″ est | « PA00101826 » | Classé                 | 1992                | Église Sainte-Marguerite de Chaux-des-Crotenay                                 |
| Île de la Motte                                                                            | La Chaux-du-Dombief                                                   |                                                            | 46° 37′ 24″ nord, 5° 53′ 45″ est | « PA00102067 » | Inscrit                | 1991                | Île de la Motte                                                                |
| Château de Chevigny                                                                        | Chevigny                                                              | Rue du Château                                             | 47° 10′ 34″ nord, 5° 28′ 41″ est | « PA00101828 » | Inscrit Classé         | 1980                | Château de Chevigny                                                            |
| Croix de Chevigny                                                                          | Chevigny                                                              | 13 rue de Rainans                                          | 47° 10′ 30″ nord, 5° 28′ 27″ est | « PA00101829 » | Classé                 | 1945                | Croix de Chevigny                                                              |
| Église Sainte-Croix de Chevigny                                                            | Chevigny                                                              | Rue de l'Église                                            | 47° 10′ 32″ nord, 5° 28′ 37″ est | « PA00101830 » | Inscrit                | 1987                | Église Sainte-Croix de Chevigny                                                |
| Demeure Lebrun                                                                             | Chilly-le-Vignoble                                                    | 194 rue de l'Hospital                                      | 46° 39′ 35″ nord, 5° 30′ 08″ est | « PA39000068 » | Inscrit                | 2006                | Image manquante Téléverser                                                     |
| Église Saint-Georges de Chilly-le-Vignoble                                                 | Chilly-le-Vignoble                                                    |                                                            | 46° 39′ 25″ nord, 5° 30′ 03″ est | « PA39000128 » | Inscrit                | 2019                | Église Saint-Georges de Chilly-le-Vignoble                                     |
| Résidence                                                                                  | Chilly-le-Vignoble                                                    | 125 rue des Écoles                                         | 46° 39′ 24″ nord, 5° 29′ 55″ est | « PA39000053 » | Inscrit                | 2003                | Image manquante Téléverser                                                     |
| Borne-colonne n°6 de la forêt de Chaux                                                     | Chissey-sur-Loue (également sur Chatelay, Étrepigney et Plumont)      | forêt de Chaux                                             | 47° 05′ 17″ nord, 5° 42′ 18″ est | « PA39000111 » | Inscrit                | 2013                | Image manquante Téléverser                                                     |
| Borne-colonne n°8 de la forêt de Chaux                                                     | Chissey-sur-Loue (également sur Courtefontaine et Fraisans)           | forêt de Chaux                                             | 47° 06′ 23″ nord, 5° 47′ 14″ est | « PA39000111 » | Inscrit                | 2013                | Image manquante Téléverser                                                     |
| Église Saint-Christophe de Chissey-sur-Loue                                                | Chissey-sur-Loue                                                      | Rue de l'Église                                            | 47° 01′ 16″ nord, 5° 43′ 14″ est | « PA00101831 » | Classé                 | 1840                | Église Saint-Christophe de Chissey-sur-Loue                                    |
| Château de Menthon                                                                         | Choisey                                                               | 22 rue d'Aval                                              | 47° 03′ 39″ nord, 5° 27′ 29″ est | « PA00101832 » | Inscrit Classé         | 1993                | Château de Menthon                                                             |
| Château de Parthey                                                                         | Choisey                                                               |                                                            | 47° 03′ 48″ nord, 5° 26′ 03″ est | « PA39000084 » | Inscrit                | 2008                | Image manquante Téléverser                                                     |
| Croix de chemin de Choisey                                                                 | Choisey                                                               | 59 rue d'Amont                                             | 47° 03′ 57″ nord, 5° 27′ 46″ est | « PA00101833 » | Classé                 | 1906                | Image manquante Téléverser                                                     |
| Hôtel de ville de Choisey                                                                  | Choisey                                                               | 21 rue d'Amont                                             | 47° 03′ 50″ nord, 5° 27′ 39″ est | « PA39000022 » | Inscrit                | 1997                | Hôtel de ville de Choisey                                                      |
| Château de Clairvaux-les-Lacs                                                              | Clairvaux-les-Lacs                                                    |                                                            | 46° 34′ 40″ nord, 5° 45′ 03″ est | « PA00101834 » | Inscrit                | 1932                | Château de Clairvaux-les-Lacs                                                  |
| Stations préhistoriques de Clairvaux-les-Lacs                                              | Clairvaux-les-Lacs                                                    |                                                            | 46° 34′ 18″ nord, 5° 44′ 57″ est | « PA00101835 » | Classé Inscrit         | 1979 1980 2022      | Image manquante Téléverser                                                     |
| Borne frontière de Condamine                                                               | Condamine                                                             | Route de Savigny                                           | 46° 38′ 32″ nord, 5° 25′ 57″ est | « PA00101836 » | Classé                 | 1931                | Borne frontière de Condamine                                                   |
| Collégiale de la Nativité-de-la-Vierge de Conliège                                         | Conliège                                                              |                                                            | 46° 39′ 16″ nord, 5° 35′ 57″ est | « PA39000091 » | Inscrit                | 2009                | Collégiale de la Nativité-de-la-Vierge de Conliège                             |
| Ermitage de Conliège                                                                       | Conliège                                                              |                                                            | 46° 39′ 36″ nord, 5° 36′ 07″ est | « PA39000034 » | Inscrit                | 1998                | Ermitage de Conliège                                                           |
| Maison de la Familiarité                                                                   | Conliège                                                              | Place de l'Église                                          | 46° 39′ 17″ nord, 5° 35′ 55″ est | « PA00101837 » | Inscrit                | 1970                | Maison de la Familiarité                                                       |
| Nécropole tumulaire de Conliège                                                            | Conliège                                                              | La Croix des Monceaux                                      | 46° 38′ 47″ nord, 5° 37′ 25″ est | « PA00125403 » | Inscrit                | 1993                | Nécropole tumulaire de Conliège                                                |
| Oratoire Saint-Roch de Conliège                                                            | Conliège                                                              |                                                            | 46° 39′ 45″ nord, 5° 36′ 39″ est | « PA39000092 » | Inscrit                | 2009                | Image manquante Téléverser                                                     |
| Château de Cornod                                                                          | Cornod                                                                |                                                            | 46° 18′ 44″ nord, 5° 33′ 09″ est | « PA39000080 » | Inscrit                | 2007                | Château de Cornod                                                              |
| Tertre de Jousseau                                                                         | Cosges                                                                | Rue de Jousseau                                            | 46° 44′ 31″ nord, 5° 23′ 12″ est | « PA00132850 » | Inscrit                | 1994                | Image manquante Téléverser                                                     |
| Église Notre-Dame de Saint-Lupicin                                                         | Coteaux du Lizon                                                      | Saint-Lupicin                                              | 46° 24′ 03″ nord, 5° 47′ 34″ est | « PA00102021 » | Classé                 | 1906                | Église Notre-Dame de Saint-Lupicin                                             |
| Château de Courbouzon                                                                      | Courbouzon                                                            | Rue du Château                                             | 46° 39′ 03″ nord, 5° 31′ 42″ est | « PA39000061 » | Inscrit                | 2004                | Château de Courbouzon                                                          |
| Croix de cimetière de Courlaoux                                                            | Courlaoux                                                             |                                                            | 46° 39′ 53″ nord, 5° 27′ 51″ est | « PA00101838 » | Inscrit                | 1927                | Croix de cimetière de Courlaoux                                                |
| Borne-colonne n°8 de la forêt de Chaux                                                     | Courtefontaine (également sur Chissey-sur-Loue et Fraisans)           | forêt de Chaux                                             | 47° 06′ 23″ nord, 5° 47′ 14″ est | « PA39000111 » | Inscrit                | 2013                | Image manquante Téléverser                                                     |
| Église Notre-Dame de Courtefontaine                                                        | Courtefontaine                                                        |                                                            | 47° 07′ 49″ nord, 5° 48′ 18″ est | « PA00101839 » | Classé                 | 1875                | Église Notre-Dame de Courtefontaine                                            |
| Château de Cousance                                                                        | Cousance                                                              |                                                            | 46° 31′ 38″ nord, 5° 23′ 32″ est | « PA00102099 » | Inscrit                | 1992                | Château de Cousance                                                            |
| Église Saints-Pierre-et-Paul                                                               | Cramans                                                               | Rue de l'église                                            | 47° 00′ 43″ nord, 5° 46′ 34″ est | « PA39000110 » | Inscrit                | 2013                | Église Saints-Pierre-et-Paul                                                   |
| Église Saint-Maurice de Cressia                                                            | Cressia                                                               | Rue Principale                                             | 46° 31′ 38″ nord, 5° 28′ 54″ est | « PA39000052 » | Inscrit                | 2002                | Église Saint-Maurice de Cressia                                                |
| Fontaine-lavoir de Cressia                                                                 | Cressia                                                               | Chemin de la Fruitière                                     | 46° 31′ 37″ nord, 5° 28′ 53″ est | « PA39000051 » | Inscrit                | 2002                | Image manquante Téléverser                                                     |
| Pont de la Raie des Moutelles                                                              | Crissey                                                               |                                                            | 47° 04′ 00″ nord, 5° 28′ 47″ est | « PA39000054 » | Inscrit                | 2003                | Pont de la Raie des Moutelles                                                  |
| Château de Dammartin                                                                       | Dammartin-Marpain                                                     | 3 et 1 rue de l'Eglise                                     | 47° 15′ 20″ nord, 5° 32′ 41″ est | « PA39000101 » | Inscrit                | 2011                | Image manquante Téléverser                                                     |
| Château de Montrambert                                                                     | Dammartin-Marpain                                                     |                                                            | 47° 15′ 07″ nord, 5° 34′ 53″ est | « PA00101840 » | Inscrit                | 1987                | Château de Montrambert                                                         |
| Demeure Caron                                                                              | Dampierre                                                             | 12 à 16bis, 25 à 29a rue de Besançon                       | 47° 09′ 22″ nord, 5° 44′ 42″ est | « PA39000067 » | Inscrit                | 2006                | Demeure Caron                                                                  |
| Château de Blandans                                                                        | Domblans                                                              | 2 chemin des Châteaux                                      | 46° 46′ 18″ nord, 5° 36′ 26″ est | « PA39000082 » | Inscrit                | 2007                | Château de Blandans                                                            |
| Croix de Domblans                                                                          | Domblans                                                              | Cimetière                                                  | 46° 45′ 53″ nord, 5° 36′ 01″ est | « PA00101875 » | Classé                 | 1906                | Image manquante Téléverser                                                     |
| Villages palafittes du lac de Chalain                                                      | Doucier également sur Fontenu et Marigny                              |                                                            | 46° 40′ 12″ nord, 5° 46′ 29″ est | « PA00125404 » | Classé Inscrit         | 1911 1992           | Image manquante Téléverser                                                     |
| Château de Dramelay                                                                        | Dramelay                                                              |                                                            | 46° 24′ 15″ nord, 5° 31′ 25″ est | « PA39000059 » | Inscrit                | 2002                | Château de Dramelay                                                            |
| Borne-colonne n°3 de la forêt de Chaux                                                     | Éclans-Nenon (également sur La Vieille-Loye)                          | forêt de Chaux                                             | 47° 04′ 17″ nord, 5° 37′ 50″ est | « PA39000111 » | Inscrit                | 2013                | Image manquante Téléverser                                                     |
| Borne-colonne n°4 de la forêt de Chaux                                                     | Éclans-Nenon (également sur Our, Santans et La Vieille-Loye)          | forêt de Chaux                                             | 47° 04′ 29″ nord, 5° 38′ 42″ est | « PA39000111 » | Inscrit                | 2013                | Image manquante Téléverser                                                     |
| Château d'Éclans                                                                           | Éclans-Nenon                                                          | 15 rue des Anciennes Forges                                | 47° 07′ 30″ nord, 5° 36′ 13″ est | « PA00132852 » | Inscrit                | 1994                | Château d'Éclans                                                               |
| Site gallo-romain d'Équevillon                                                             | Équevillon                                                            | Mont Rivel                                                 | 46° 45′ 36″ nord, 5° 55′ 24″ est | « PA00101876 » | Inscrit                | 1988                | Image manquante Téléverser                                                     |
| Borne-colonne n°6 de la forêt de Chaux                                                     | Étrepigney (également sur Chatelay, Chissey-sur-Loue et Plumont)      | forêt de Chaux                                             | 47° 05′ 17″ nord, 5° 42′ 18″ est | « PA39000111 » | Inscrit                | 2013                | Image manquante Téléverser                                                     |
| Chapelle funéraire d'Évans                                                                 | Évans                                                                 | Lotissement du Champ des Vis                               | 47° 10′ 45″ nord, 5° 46′ 42″ est | « PA00102091 » | Inscrit                | 1991                | Chapelle funéraire d'Évans                                                     |
| Borne-colonne n°1 de la forêt de Chaux                                                     | Belmont (également sur Dole et La Loye)                               | forêt de Chaux                                             | 47° 03′ 11″ nord, 5° 32′ 56″ est | « PA39000111 » | Inscrit                | 2013                | Borne-colonne n°1 de la forêt de Chaux                                         |
| Borne-colonne n°2 de la forêt de Chaux                                                     | Belmont (également sur Augerans et Falletans)                         | forêt de Chaux                                             | 47° 03′ 39″ nord, 5° 35′ 02″ est | « PA39000111 » | Inscrit                | 2013                | Borne-colonne n°2 de la forêt de Chaux                                         |
| Château de Falletans                                                                       | Falletans                                                             | 12 rue des Châteaux                                        | 47° 05′ 59″ nord, 5° 33′ 42″ est | « PA39000104 » | Inscrit                | 2012                | Château de Falletans                                                           |
| Oratoire Saint-Joseph de Foncine-le-Haut                                                   | Foncine-le-Haut                                                       |                                                            | 46° 39′ 25″ nord, 6° 04′ 04″ est | « PA00102059 » | Inscrit                | 1989                | Oratoire Saint-Joseph de Foncine-le-Haut                                       |
| Château de Chalain                                                                         | Fontenu                                                               | Domaine de Chalain                                         | 46° 39′ 54″ nord, 5° 48′ 49″ est | « PA00101878 » | Inscrit                | 1926                | Château de Chalain                                                             |
| Villages palafittes du lac de Chalain                                                      | Fontenu également sur Doucier et Marigny                              |                                                            | 46° 40′ 12″ nord, 5° 46′ 29″ est | « PA00101879 » | Classé Inscrit Classé  | 1911 1992 2020      | Image manquante Téléverser                                                     |
| Chalet du Coin d'Aval                                                                      | Fort-du-Plasne                                                        |                                                            | 46° 36′ 51″ nord, 5° 58′ 27″ est | « PA39000056 » | Inscrit                | 2003                | Chalet du Coin d'Aval                                                          |
| Borne-colonne n°8 de la forêt de Chaux                                                     | Fraisans (également sur Chissey-sur-Loue et Courtefontaine)           | forêt de Chaux                                             | 47° 06′ 23″ nord, 5° 47′ 14″ est | « PA39000111 » | Inscrit                | 2013                | Image manquante Téléverser                                                     |
| Maison de maître de forges                                                                 | Fraisans                                                              | Place de la Mairie                                         | 47° 08′ 55″ nord, 5° 45′ 40″ est | « PA00101880 » | Inscrit                | 1982                | Maison de maître de forges                                                     |
| Croix de cimetière de Frasne-les-Meulières                                                 | Frasne-les-Meulières                                                  | Cimetière Rue Saint-Michel                                 | 47° 12′ 21″ nord, 5° 30′ 05″ est | « PA00101881 » | Inscrit                | 1989                | Image manquante Téléverser                                                     |
| Croix de l'entrée Est de Frasne-Meulieres                                                  | Frasne-les-Meulières                                                  | Rue Haute Rue du Rougelot                                  | 47° 12′ 16″ nord, 5° 30′ 15″ est | « PA00102068 » | Inscrit                | 1990                | Image manquante Téléverser                                                     |
| Croix de l'entrée Nord de Frasne-Meulieres                                                 | Frasne-les-Meulières                                                  | D 87                                                       | 47° 12′ 28″ nord, 5° 30′ 05″ est | « PA00102069 » | Inscrit                | 1990                | Croix de l'entrée Nord de Frasne-Meulieres                                     |
| Croix de l'entrée Sud de Frasne-Meulieres                                                  | Frasne-les-Meulières                                                  | Chemin des Lavottes                                        | 47° 12′ 07″ nord, 5° 30′ 03″ est | « PA00102070 » | Inscrit                | 1990                | Image manquante Téléverser                                                     |
| Croix de l'entrée Sud-Est de Frasne-Meulieres                                              | Frasne-les-Meulières                                                  | 28 Grande Rue                                              | 47° 12′ 11″ nord, 5° 30′ 14″ est | « PA00102071 » | Inscrit                | 1990                | Image manquante Téléverser                                                     |
| Croix de l'entrée Sud-Ouest de Frasne-Meulieres                                            | Frasne-les-Meulières                                                  | Rue du Guidon Chemin du Poirier-Rond                       | 47° 12′ 13″ nord, 5° 29′ 58″ est | « PA00102072 » | Inscrit                | 1990                | Image manquante Téléverser                                                     |
| Église Saint-Michel de Frasne                                                              | Frasne-les-Meulières                                                  | Rue Saint-Michel                                           | 47° 12′ 20″ nord, 5° 30′ 04″ est | « PA00101882 » | Inscrit                | 1988                | Église Saint-Michel de Frasne                                                  |
| Château de Frontenay                                                                       | Frontenay                                                             |                                                            | 46° 47′ 09″ nord, 5° 37′ 06″ est | « PA00102092 » | Inscrit                | 1991                | Château de Frontenay                                                           |
| Église Sainte-Madeleine de Frontenay                                                       | Frontenay                                                             | Cheminde l'église                                          | 46° 47′ 09″ nord, 5° 37′ 04″ est | « PA39000121 » | Inscrit                | 2014                | Église Sainte-Madeleine de Frontenay                                           |
| Château de Gevingey                                                                        | Gevingey                                                              |                                                            | 46° 38′ 14″ nord, 5° 30′ 30″ est | « PA00101883 » | Inscrit                | 1931                | Château de Gevingey                                                            |
| Abbaye de Gigny                                                                            | Gigny                                                                 |                                                            | 46° 27′ 05″ nord, 5° 27′ 43″ est | « PA00101884 » | Classé Inscrit         | 1913 2009           | Abbaye de Gigny                                                                |
| Église Saint-Etienne de Châtel                                                             | Gizia                                                                 | Châtel                                                     | 46° 31′ 19″ nord, 5° 24′ 22″ est | « PA39000112 » | Inscrit                | 2013                | Église Saint-Etienne de Châtel                                                 |
| Abbaye du Grandvaux                                                                        | Grande-Rivière Château                                                | Grande-Rivière                                             | 46° 32′ 06″ nord, 5° 55′ 13″ est | « PA39000094 » | Inscrit                | 2009                | Abbaye du Grandvaux                                                            |
| Bourgade gallo-romaine                                                                     | Grozon                                                                | Rue du 19-mars 1962                                        | 46° 53′ 32″ nord, 5° 42′ 05″ est | « PA00101885 » | Inscrit                | 1988                | Image manquante Téléverser                                                     |
| Oratoire de Grozon                                                                         | Grozon                                                                | Rue des Salines Rue de la Gare                             | 46° 53′ 23″ nord, 5° 42′ 00″ est | « PA00101886 » | Inscrit                | 1970                | Oratoire de Grozon                                                             |
| Château de Mirebel                                                                         | Hauteroche                                                            | Mirebel                                                    | 46° 42′ 04″ nord, 5° 44′ 05″ est | « PA39000074 » | Inscrit                | 2007                | Château de Mirebel                                                             |
| Église Saint-André de Mirebel                                                              | Hauteroche                                                            | Mirebel                                                    | 46° 41′ 54″ nord, 5° 44′ 00″ est | « PA00101953 » | Inscrit                | 1939                | Image manquante Téléverser                                                     |
| Église de l'Assomption-de-Notre-Dame de Morez                                              | Hauts de Bienne                                                       | Morez                                                      | 46° 31′ 13″ nord, 6° 01′ 27″ est | « PA39000090 » | Inscrit                | 2009                | Église de l'Assomption-de-Notre-Dame de Morez                                  |
| Groupe scolaire - Hôtel de ville - Justice de paix                                         | Hauts de Bienne                                                       | Place Jean-Jaurès, Morez                                   | 46° 31′ 16″ nord, 6° 01′ 20″ est | « PA39000064 » | Inscrit                | 2005                | Groupe scolaire - Hôtel de ville - Justice de paix                             |
| Viaducs de Morez                                                                           | Hauts de Bienne                                                       | Morez                                                      | 46° 31′ 45″ nord, 6° 01′ 21″ est | « PA00101965 » | Inscrit                | 1984                | Viaducs de Morez                                                               |
| Ferme La Vie du Lac                                                                        | Lamoura                                                               | la Vie du Lac                                              | 46° 23′ 19″ nord, 5° 57′ 56″ est | « PA39000102 » | Inscrit                | 2011                | Image manquante Téléverser                                                     |
| Église Saint-Georges de Lavancia-Epercy                                                    | Lavancia-Epercy                                                       | Rue de la Gare                                             | 46° 19′ 49″ nord, 5° 40′ 43″ est | « PA39000126 » | Inscrit                | 2015                | Église Saint-Georges de Lavancia-Epercy                                        |
| Château de Lavans-lès-Dole                                                                 | Lavans-lès-Dole                                                       |                                                            | 47° 09′ 25″ nord, 5° 37′ 35″ est | « PA00101887 » | Inscrit                | 1970                | Château de Lavans-lès-Dole                                                     |
| Chapelle de Saint-Romain-de-Roche                                                          | Lavans-lès-Saint-Claude                                               | Pratz                                                      | 46° 21′ 45″ nord, 5° 44′ 47″ est | « PA00102002 » | Classé                 | 1931                | Chapelle de Saint-Romain-de-Roche                                              |
| Église Saint-Maurice de Lemuy                                                              | Lemuy                                                                 | Rue de l'Église                                            | 46° 53′ 48″ nord, 5° 58′ 13″ est | « PA39000095 » | Inscrit                | 2009                | Image manquante Téléverser                                                     |
| Château de Montbourgeau                                                                    | L'Étoile                                                              | Rue Bouillod                                               | 46° 42′ 50″ nord, 5° 31′ 53″ est | « PA00101877 » | Inscrit                | 1986                | Image manquante Téléverser                                                     |
| Château de Persanges                                                                       | L'Étoile                                                              |                                                            | 46° 42′ 43″ nord, 5° 31′ 26″ est | « PA39000070 » | Inscrit                | 2006                | Image manquante Téléverser                                                     |
| Maison prieurale de L'Étoile                                                               | L'Étoile                                                              | 475 rue de l'Église                                        | 46° 43′ 07″ nord, 5° 32′ 15″ est | « PA39000085 » | Inscrit                | 2008                | Image manquante Téléverser                                                     |
| Croix de cimetière de Lombard                                                              | Lombard                                                               | Rue de l'Église                                            | 46° 46′ 57″ nord, 5° 30′ 36″ est | « PA00101888 » | Classé                 | 1971                | Croix de cimetière de Lombard                                                  |
| Borne-colonne n°1 de la forêt de Chaux                                                     | La Loye (également sur Dole et Belmont)                               | forêt de Chaux                                             | 47° 03′ 11″ nord, 5° 32′ 56″ est | « PA39000111 » | Inscrit                | 2013                | Borne-colonne n°1 de la forêt de Chaux                                         |
| Église Saint-Jean-Baptiste de La Loye                                                      | La Loye                                                               | Rue du Val d'Amour                                         | 47° 01′ 37″ nord, 5° 33′ 27″ est | « PA00101946 » | Inscrit                | 1970                | Église Saint-Jean-Baptiste de La Loye                                          |
| Enceinte ecclésiale de Maisod                                                              | Maisod                                                                | Les Curtillets                                             | 46° 28′ 19″ nord, 5° 41′ 52″ est | « PA00132853 » | Inscrit                | 1994                | Image manquante Téléverser                                                     |
| Château de Mantry                                                                          | Mantry                                                                | Rue de Recanoz                                             | 46° 47′ 46″ nord, 5° 33′ 32″ est | « PA39000116 » | Inscrit                | 2013                | Château de Mantry                                                              |
| Château de Marigna                                                                         | Marigna-sur-Valouse                                                   |                                                            | 46° 27′ 09″ nord, 5° 31′ 47″ est | « PA00101948 » | Inscrit                | 1975                | Image manquante Téléverser                                                     |
| Nécropole tumulaire de Marigny                                                             | Marigny                                                               | Mont-Dieu Moulin                                           | 46° 40′ 45″ nord, 5° 46′ 10″ est | « PA00125407 » | Inscrit                | 1993                | Image manquante Téléverser                                                     |
| Villages palafittes du lac de Chalain                                                      | Marigny également sur Doucier et Fontenu                              |                                                            | 46° 40′ 12″ nord, 5° 46′ 29″ est | « PA00125406 » | Classé Inscrit         | 1911 1992           | Image manquante Téléverser                                                     |
| École-mairie de Mathenay                                                                   | Mathenay                                                              | 3 rue de la Planche                                        | 46° 55′ 59″ nord, 5° 40′ 42″ est | « PA39000075 » | Inscrit                | 2007                | École-mairie de Mathenay                                                       |
| Église Saint-Cloud de Maynal                                                               | Maynal                                                                | Place du Souvenir 11 Novembre 1918, 8 Mai 45, 19 Mars 1962 | 46° 33′ 30″ nord, 5° 25′ 20″ est | « PA00135335 » | Inscrit                | 1995                | Église Saint-Cloud de Maynal                                                   |
| Château de Menétru-le-Vignoble                                                             | Menétru-le-Vignoble                                                   | Rue de la Fontaine                                         | 46° 46′ 08″ nord, 5° 37′ 12″ est | « PA39000024 » | Inscrit                | 1997                | Château de Menétru-le-Vignoble                                                 |
| Fontaine-lavoir de Menotey                                                                 | Menotey                                                               | Place de la Fontaine                                       | 47° 09′ 50″ nord, 5° 29′ 52″ est | « PA00101949 » | Inscrit                | 1946                | Fontaine-lavoir de Menotey                                                     |
| Oratoire du Dieu-de-Pitié                                                                  | Menotey                                                               | Rue du Dieu de Pitié                                       | 47° 09′ 45″ nord, 5° 29′ 59″ est | « PA00101950 » | Inscrit                | 1946                | Oratoire du Dieu-de-Pitié                                                      |
| Église Saint-Germain de Mièges                                                             | Mièges                                                                |                                                            | 46° 47′ 00″ nord, 6° 02′ 21″ est | « PA00101951 » | Inscrit                | 2009                | Église Saint-Germain de Mièges                                                 |
| Croix de chemin de Mignovillard                                                            | Mignovillard                                                          |                                                            | 46° 47′ 14″ nord, 6° 06′ 36″ est | « PA00101952 » | Classé                 | 1907                | Image manquante Téléverser                                                     |
| Chalet de fromagerie de Moirans-en-Montagne                                                | Moirans-en-Montagne                                                   | 1 montée du Château                                        | 46° 25′ 48″ nord, 5° 43′ 47″ est | « PA39000078 » | Inscrit                | 2007                | Image manquante Téléverser                                                     |
| Église Saint-Nicolas de Moirans-en-Montagne                                                | Moirans-en-Montagne                                                   | 29 rue Pasteur                                             | 46° 25′ 48″ nord, 5° 43′ 34″ est | « PA39000076 » | Inscrit                | 2007                | Image manquante Téléverser                                                     |
| Fontaine de l'hôtel de ville                                                               | Moirans-en-Montagne                                                   | Place Monnier                                              | 46° 25′ 52″ nord, 5° 43′ 32″ est | « PA39000077 » | Inscrit                | 2007                | Fontaine de l'hôtel de ville                                                   |
| Hôtel de ville de Moirans-en-Montagne                                                      | Moirans-en-Montagne                                                   | 2 place Monnier 43 rue Voltaire                            | 46° 25′ 52″ nord, 5° 43′ 31″ est | « PA39000079 » | Inscrit                | 2007                | Hôtel de ville de Moirans-en-Montagne                                          |
| Monument aux morts de Moirans-en-Montagne                                                  | Moirans-en-Montagne                                                   | 6 rue Anatole-France                                       | 46° 25′ 52″ nord, 5° 43′ 38″ est | « PA39000138 » | Inscrit                | 2024                | Image manquante Téléverser                                                     |
| Château de Moissey                                                                         | Moissey                                                               | Place de la Fontaine                                       | 47° 11′ 46″ nord, 5° 31′ 31″ est | « PA00101954 » | Inscrit                | 1985                | Château de Moissey                                                             |
| Croix Boyon                                                                                | Moissey                                                               | Chemin de l'Ancienne-Poste                                 | 47° 10′ 31″ nord, 5° 31′ 48″ est | « PA00102061 » | Inscrit                | 1989                | Image manquante Téléverser                                                     |
| Croix de Moissey                                                                           | Moissey                                                               | Rue Haute                                                  | 47° 11′ 48″ nord, 5° 31′ 26″ est | « PA00101955 » | Classé                 | 1907                | Image manquante Téléverser                                                     |
| Fontaine de Moissey                                                                        | Moissey                                                               | Place de la Fontaine                                       | 47° 16′ 42″ nord, 5° 31′ 25″ est | « PA00101956 » | Classé                 | 1942                | Fontaine de Moissey                                                            |
| Oratoire du Dieu-de-Pitié                                                                  | Moissey                                                               | 1 rue du Dieu de Pitié                                     | 47° 11′ 50″ nord, 5° 31′ 25″ est | « PA00101957 » | Inscrit                | 1989                | Oratoire du Dieu-de-Pitié                                                      |
| Église Saint-Blaise de Montaigu                                                            | Montaigu                                                              | Rue du 25-août 1944                                        | 46° 39′ 35″ nord, 5° 34′ 00″ est | « PA00101958 » | Inscrit                | 1946                | Église Saint-Blaise de Montaigu                                                |
| Maison de Rouget de Lisle                                                                  | Montaigu                                                              | 15 rue du 25-août 1944                                     | 46° 39′ 35″ nord, 5° 33′ 58″ est | « PA00101959 » | Inscrit                | 1932                | Image manquante Téléverser                                                     |
| Église Sainte-Catherine de Montfleur                                                       | Montfleur                                                             | Rue de l'Église                                            | 46° 19′ 51″ nord, 5° 26′ 10″ est | « PA00125408 » | Inscrit                | 1993                | Église Sainte-Catherine de Montfleur                                           |
| Moulin de Pont des Vents                                                                   | Montfleur                                                             | Rue du Moulin                                              | 46° 19′ 52″ nord, 5° 26′ 37″ est | « PA39000016 » | Inscrit                | 1996                | Moulin de Pont des Vents                                                       |
| Pont des Vents                                                                             | Montfleur                                                             | Pont des Vents                                             | 46° 19′ 50″ nord, 5° 26′ 37″ est | « PA39000025 » | Inscrit                | 1997                | Pont des Vents                                                                 |
| Château de Montigny-lès-Arsures                                                            | Montigny-lès-Arsures                                                  |                                                            | 46° 55′ 30″ nord, 5° 46′ 51″ est | « PA00101960 » | Inscrit                | 2013                | Château de Montigny-lès-Arsures                                                |
| Église Saint-Grégoire-le-Grand de Montigny-lès-Arsures                                     | Montigny-lès-Arsures                                                  |                                                            | 46° 55′ 26″ nord, 5° 46′ 47″ est | « PA00101961 » | Inscrit                | 1981                | Église Saint-Grégoire-le-Grand de Montigny-lès-Arsures                         |
| Château de Montmirey-la-Ville                                                              | Montmirey-le-Château également sur Montmirey-la-Ville                 | Rue du Château                                             | 47° 12′ 59″ nord, 5° 31′ 21″ est | « PA39000098 » | Inscrit                | 2010                | Château de Montmirey-la-Ville                                                  |
| Camp préhistorique du Mont-Guérin                                                          | Montmirey-la-Ville                                                    |                                                            | 47° 12′ 26″ nord, 5° 31′ 03″ est | « PA00101962 » | Classé                 | 1913                | Image manquante Téléverser                                                     |
| Château de Montmirey-la-Ville                                                              | Montmirey-la-Ville également sur Montmirey-le-Château                 | Rue du Château                                             | 47° 12′ 59″ nord, 5° 31′ 21″ est | « PA39000099 » | Inscrit                | 2010                | Château de Montmirey-la-Ville                                                  |
| Château de Montmorot                                                                       | Montmorot                                                             |                                                            | 46° 40′ 49″ nord, 5° 31′ 43″ est | « PA00101963 » | Classé                 | 1910                | Image manquante Téléverser                                                     |
| Château de Montrond                                                                        | Montrond                                                              |                                                            | 46° 47′ 37″ nord, 5° 49′ 53″ est | « PA00101964 » | Classé                 | 1986                | Image manquante Téléverser                                                     |
| Château de Jules Grévy                                                                     | Mont-sous-Vaudrey                                                     | 2 rue Léon Guignard                                        | 46° 58′ 55″ nord, 5° 36′ 13″ est | « PA00102073 » | Inscrit                | 1990                | Château de Jules Grévy                                                         |
| Mairie-école de Mont-sous-Vaudrey                                                          | Mont-sous-Vaudrey                                                     | 15 rue Jules Grévy                                         | 46° 58′ 48″ nord, 5° 36′ 10″ est | « PA39000063 » | Inscrit                | 2005                | Mairie-école de Mont-sous-Vaudrey                                              |
| Église Saint-Michel de Morbier                                                             | Morbier                                                               |                                                            | 46° 32′ 11″ nord, 6° 00′ 59″ est | « PA39000089 » | Inscrit                | 2009                | Église Saint-Michel de Morbier                                                 |
| Maison d'Auguste Gaudard                                                                   | Morbier                                                               | 140 Route Blanche                                          | 46° 32′ 28″ nord, 6° 00′ 58″ est | « PA39000122 » | Inscrit                | 2014                | Image manquante Téléverser                                                     |
| Monument aux morts de Morez                                                                | Morez                                                                 | rue de la République                                       | 46° 31′ 12″ nord, 6° 01′ 25″ est | « PA39000139 » | Inscrit                | 2024                | Image manquante Téléverser                                                     |
| Ferme de Tournéal                                                                          | Les Moussières                                                        | En Tournéal                                                | 46° 20′ 04″ nord, 5° 51′ 15″ est | « PA39000123 » | Inscrit                | 2014                | Image manquante Téléverser                                                     |
| Château de Mutigney                                                                        | Mutigney                                                              |                                                            | 47° 16′ 41″ nord, 5° 32′ 44″ est | « PA00101966 » | Inscrit                | 1971                | Château de Mutigney                                                            |
| Fontaine-lavoir du Château                                                                 | Mutigney                                                              | Rue du Château                                             | 47° 16′ 42″ nord, 5° 32′ 43″ est | « PA00101967 » | Inscrit                | 1979                | Fontaine-lavoir du Château                                                     |
| Fontaine-lavoir de la Platière                                                             | Mutigney                                                              | Place de la Platière                                       | 47° 16′ 33″ nord, 5° 32′ 33″ est | « PA00101968 » | Inscrit                | 1979                | Fontaine-lavoir de la Platière                                                 |
| Borne frontière du XVIIe siècle                                                            | Neublans-Abergement                                                   | 2 impasse Jasmins                                          | 46° 54′ 36″ nord, 5° 18′ 45″ est | « PA39000127 » | Inscrit                | 2015                | Image manquante Téléverser                                                     |
| Château de Neublans                                                                        | Neublans-Abergement                                                   | Rue du Château                                             | 46° 54′ 46″ nord, 5° 19′ 45″ est | « PA00101971 » | Inscrit Inscrit Classé | 1971 2014 2015      | Château de Neublans                                                            |
| Église Saint-Étienne et la croix de cimetière de Neublans                                  | Neublans-Abergement                                                   | Rue du Château                                             | 46° 54′ 48″ nord, 5° 19′ 51″ est | « PA39000117 » | Inscrit                | 2013                | Image manquante Téléverser                                                     |
| Pont sur la Seille                                                                         | Nevy-sur-Seille                                                       |                                                            | 46° 44′ 38″ nord, 5° 37′ 33″ est | « PA00101972 » | Inscrit                | 1939                | Pont sur la Seille                                                             |
| Château de Nozeroy                                                                         | Nozeroy                                                               |                                                            | 46° 46′ 23″ nord, 6° 02′ 08″ est | « PA00101973 » | Inscrit                | 1927                | Château de Nozeroy                                                             |
| Couvent des Annonciades de Nozeroy Porte sculptée, aujourd'hui murée, au fond d'une grange | Nozeroy                                                               | 14 place des Annonciades                                   | 46° 46′ 27″ nord, 6° 02′ 07″ est | « PA00101974 » | Inscrit                | 1927                | Image manquante Téléverser                                                     |
| Église Saint-Antoine de Nozeroy                                                            | Nozeroy                                                               |                                                            | 46° 46′ 26″ nord, 6° 02′ 13″ est | « PA00101975 » | Inscrit                | 1927                | Église Saint-Antoine de Nozeroy                                                |
| Porte de l'Horloge                                                                         | Nozeroy                                                               | Place Henri-IV                                             | 46° 46′ 31″ nord, 6° 02′ 18″ est | « PA00101976 » | Inscrit                | 1926                | Porte de l'Horloge                                                             |
| Église de l'Assomption d'Offlanges                                                         | Offlanges                                                             | Rue du Lavoir                                              | 47° 12′ 26″ nord, 5° 33′ 00″ est | « PA00101977 » | Classé                 | 2003                | Église de l'Assomption d'Offlanges                                             |
| Fontaine d'Offlanges                                                                       | Offlanges                                                             |                                                            | 47° 12′ 23″ nord, 5° 33′ 15″ est | « PA39000087 » | Inscrit                | 2008                | Image manquante Téléverser                                                     |
| Chartreuse de Vaucluse                                                                     | Onoz                                                                  |                                                            | 46° 25′ 56″ nord, 5° 40′ 42″ est | « PA00101978 » | Inscrit                | 1927                | Chartreuse de Vaucluse                                                         |
| Église Saint-Étienne d'Orchamps                                                            | Orchamps                                                              | Rue de l'Église                                            | 47° 08′ 56″ nord, 5° 39′ 26″ est | « PA00101979 » | Classé                 | 1910                | Image manquante Téléverser                                                     |
| Fontaine-lavoir d'Orchamps                                                                 | Orchamps                                                              | 46 rue de la République                                    | 47° 08′ 50″ nord, 5° 39′ 14″ est | « PA00102093 » | Inscrit                | 1991                | Image manquante Téléverser                                                     |
| Chapelle des Bernardines d'Orgelet                                                         | Orgelet                                                               | 8 Grande Rue                                               | 46° 31′ 22″ nord, 5° 36′ 54″ est | « PA00101980 » | Inscrit                | 1927                | Chapelle des Bernardines d'Orgelet                                             |
| Château-fort d'Orgelet                                                                     | Orgelet                                                               | Rue du Château                                             | 46° 31′ 26″ nord, 5° 36′ 50″ est | « PA00101981 » | Classé                 | 1980                | Château-fort d'Orgelet                                                         |
| Église de l'Assomption-de-Notre-Dame de Sézéria                                            | Orgelet                                                               |                                                            | 46° 31′ 04″ nord, 5° 34′ 34″ est | « PA39000037 » | Inscrit                | 1998                | Église de l'Assomption-de-Notre-Dame de Sézéria                                |
| Église Notre-Dame de l’Assomption d'Orgelet                                                | Orgelet                                                               | Rue des Prêtres                                            | 46° 31′ 17″ nord, 5° 36′ 40″ est | « PA00101982 » | Classé                 | 1913                | Église Notre-Dame de l’Assomption d'Orgelet                                    |
| Château d'Ougney                                                                           | Ougney                                                                | Impasse de la Tour                                         | 47° 14′ 25″ nord, 5° 40′ 08″ est | « PA00101983 » | Inscrit                | 1963                | Château d'Ougney                                                               |
| Borne-colonne n°4 de la forêt de Chaux                                                     | Our (également sur Éclans-Nenon, Santans et La Vieille-Loye)          | forêt de Chaux                                             | 47° 04′ 29″ nord, 5° 38′ 42″ est | « PA39000111 » | Inscrit                | 2013                | Image manquante Téléverser                                                     |
| Four à pain des baraques du Cinq                                                           | Our                                                                   |                                                            | 47° 07′ 04″ nord, 5° 38′ 42″ est | « PA00101984 » | Inscrit                | 1986                | Image manquante Téléverser                                                     |
| Villa gallo-romaine de Marcenay                                                            | Pannessières                                                          |                                                            | 46° 41′ 33″ nord, 5° 35′ 25″ est | « PA00101985 » | Inscrit                | 1988                | Image manquante Téléverser                                                     |
| Croix de carrefour de Parcey                                                               | Parcey                                                                | Grande rue                                                 | 47° 01′ 25″ nord, 5° 29′ 02″ est | « PA00101986 » | Classé                 | 1906                | Croix de carrefour de Parcey                                                   |
| Église Saint-Germain de Parcey                                                             | Parcey                                                                | Grande rue                                                 | 47° 01′ 24″ nord, 5° 29′ 01″ est | « PA00101987 » | Inscrit                | 1938                | Église Saint-Germain de Parcey                                                 |
| Fontaine-lavoir de Peintre                                                                 | Peintre                                                               | Rue du Lavoir                                              | 47° 11′ 37″ nord, 5° 28′ 49″ est | « PA00101989 » | Inscrit                | 1986                | Fontaine-lavoir de Peintre                                                     |
| Oratoire de Peintre                                                                        | Peintre                                                               | Rue d'Auxonne                                              | 47° 11′ 36″ nord, 5° 28′ 43″ est | « PA00101988 » | Classé                 | 1986                | Oratoire de Peintre                                                            |
| Église Saint-Jean-Baptiste de Perrigny                                                     | Perrigny                                                              | Rue Saint-Jean-Baptiste                                    | 46° 40′ 09″ nord, 5° 35′ 15″ est | « PA39000026 » | Inscrit                | 1997                | Image manquante Téléverser                                                     |
| Croix de Petit-Noir                                                                        | Petit-Noir                                                            | Place du 11-novembre                                       | 46° 56′ 09″ nord, 5° 20′ 33″ est | « PA00101990 » | Inscrit                | 1950                | Croix de Petit-Noir                                                            |
| Château du Pin                                                                             | Le Pin                                                                |                                                            | 46° 42′ 36″ nord, 5° 34′ 37″ est | « PA00101991 » | Inscrit Classé         | 2000 2002           | Château du Pin                                                                 |
| Église Saint-Étienne de Plaisia                                                            | Plaisia                                                               | Rue des Geais                                              | 46° 31′ 58″ nord, 5° 37′ 55″ est | « PA00101992 » | Inscrit                | 1982                | Église Saint-Étienne de Plaisia                                                |
| Croix de Plénise                                                                           | Plénise                                                               | Grand-Place                                                | 46° 48′ 27″ nord, 6° 01′ 48″ est | « PA00101993 » | Inscrit                | 1972                | Image manquante Téléverser                                                     |
| Borne-colonne n°6 de la forêt de Chaux                                                     | Plumont (également sur Chatelay, Chissey-sur-Loue et Étrepigney)      | forêt de Chaux                                             | 47° 05′ 17″ nord, 5° 42′ 18″ est | « PA39000111 » | Inscrit                | 2013                | Image manquante Téléverser                                                     |
| Ermitage Notre-Dame de Lorette                                                             | Port-Lesney                                                           |                                                            | 47° 00′ 26″ nord, 5° 48′ 28″ est | « PA39000050 » | Inscrit                | 2002                | Ermitage Notre-Dame de Lorette                                                 |
| Pont bow-string                                                                            | Port-Lesney                                                           | D 48                                                       | 47° 00′ 16″ nord, 5° 49′ 25″ est | « PA39000027 » | Inscrit                | 1997                | Pont bow-string                                                                |
| Saumoduc de Salins-les-Bains à Arc-et-Senans                                               | Port-Lesney également sur Salins-les-Bains et Rennes-sur-Loue (Doubs) |                                                            | 47° 00′ 18″ nord, 5° 48′ 46″ est | « PA39000096 » | Inscrit                | 2009                | Saumoduc de Salins-les-Bains à Arc-et-Senans                                   |
| Château de Présilly                                                                        | Présilly                                                              |                                                            | 46° 33′ 32″ nord, 5° 34′ 57″ est | « PA00102003 » | Classé                 | 1955                | Château de Présilly                                                            |
| Chapelle de Binans                                                                         | Publy                                                                 | Rue de la Chapelle Binans                                  | 46° 37′ 42″ nord, 5° 39′ 40″ est | « PA39000105 » | Inscrit                | 2012                | Image manquante Téléverser                                                     |
| Fanum de Pupillin                                                                          | Pupillin                                                              | Le Bioulet                                                 | 46° 52′ 11″ nord, 5° 44′ 51″ est | « PA00102004 » | Inscrit                | 1987                | Fanum de Pupillin                                                              |
| Château de Quintigny                                                                       | Quintigny                                                             |                                                            | 46° 44′ 01″ nord, 5° 31′ 35″ est | « PA00102005 » | Inscrit                | 1987                | Château de Quintigny                                                           |
| Église de l'Assomption-de-la-Mère-de-Dieu de Rahon                                         | Rahon                                                                 | Rue de l'Église                                            | 46° 59′ 15″ nord, 5° 27′ 43″ est | « PA00102006 » | Inscrit                | 1974                | Église de l'Assomption-de-la-Mère-de-Dieu de Rahon                             |
| Maison                                                                                     | Rahon                                                                 | 4 rue de l'Église                                          | 46° 59′ 16″ nord, 5° 27′ 38″ est | « PA00135336 » | Inscrit                | 1995                | Maison                                                                         |
| Maison                                                                                     | Rahon                                                                 | 6 rue de l'Église                                          | 46° 59′ 15″ nord, 5° 27′ 39″ est | « PA00135337 » | Inscrit                | 1995                | Maison                                                                         |
| Maison                                                                                     | Rahon                                                                 | 8, 10 rue de l'Église                                      | 46° 59′ 15″ nord, 5° 27′ 40″ est | « PA00135338 » | Inscrit                | 1995                | Maison                                                                         |
| Château de Rans                                                                            | Rans                                                                  |                                                            | 47° 08′ 39″ nord, 5° 43′ 41″ est | « PA39000048 » | Inscrit                | 2001                | Château de Rans                                                                |
| Croix de l'ancien cimetière de Rans                                                        | Rans                                                                  | Grande Rue                                                 | 47° 08′ 39″ nord, 5° 43′ 36″ est | « PA00102007 » | Inscrit                | 1971                | Croix de l'ancien cimetière de Rans                                            |
| Forges de Rans                                                                             | Rans                                                                  |                                                            | 47° 08′ 42″ nord, 5° 43′ 31″ est | « PA00102008 » | Inscrit                | 1984                | Forges de Rans                                                                 |
| Église de l'Assomption-de-Notre-Dame de Revigny                                            | Revigny                                                               |                                                            | 46° 38′ 13″ nord, 5° 36′ 11″ est | « PA00102095 » | Inscrit Classé         | 1991 2024           | Église de l'Assomption-de-Notre-Dame de Revigny                                |
| Oratoire Convers Deschamp                                                                  | Revigny                                                               | Rue de la Cueille                                          | 46° 37′ 57″ nord, 5° 36′ 31″ est | « PA00102062 » | Inscrit                | 1989                | Image manquante Téléverser                                                     |
| Oratoire Goyard                                                                            | Revigny                                                               | Rue du Tonkin                                              | 46° 38′ 13″ nord, 5° 36′ 02″ est | « PA00102078 » | Inscrit                | 1990                | Image manquante Téléverser                                                     |
| Église Saint-Cyr-et-Sainte-Julitte de La Rixouse                                           | La Rixouse                                                            | rue de l’Église                                            | 46° 28′ 03″ nord, 5° 53′ 10″ est | « PA39000118 » | Inscrit                | 2013                | Église Saint-Cyr-et-Sainte-Julitte de La Rixouse                               |
| Tour porte de Rochefort-sur-Nenon                                                          | Rochefort-sur-Nenon                                                   | Ruelle des Romains                                         | 47° 07′ 26″ nord, 5° 33′ 45″ est | « PA00132854 » | Inscrit                | 1994                | Tour porte de Rochefort-sur-Nenon                                              |
| Église Saint-Aignan de Ruffey-sur-Seille                                                   | Ruffey-sur-Seille                                                     | Rue Saint-Aignan                                           | 46° 44′ 42″ nord, 5° 29′ 33″ est | « PA00102009 » | Inscrit                | 2006                | Église Saint-Aignan de Ruffey-sur-Seille                                       |
| Pont de Ruffey-sur-Seille                                                                  | Ruffey-sur-Seille                                                     |                                                            | 46° 44′ 40″ nord, 5° 29′ 34″ est | « PA39000057 » | Inscrit                | 2003                | Pont de Ruffey-sur-Seille                                                      |
| Prieuré Saint-Christophe                                                                   | Ruffey-sur-Seille                                                     | Rue Neuve                                                  | 46° 44′ 42″ nord, 5° 29′ 56″ est | « PA00102010 » | Inscrit                | 1988                | Image manquante Téléverser                                                     |
| Abbaye de Saint-Amour (pharmacie de l'hôpital)                                             | Saint-Amour                                                           | Avenue de Franche-Comté                                    | 46° 26′ 25″ nord, 5° 20′ 31″ est | « PA00102011 » | Inscrit                | 1933                | Abbaye de Saint-Amour(pharmacie de l'hôpital)                                  |
| Auditoire et prisons de Saint-Amour                                                        | Saint-Amour                                                           | 9 rue des Terreaux                                         | 46° 26′ 08″ nord, 5° 20′ 30″ est | « PA39000028 » | Inscrit                | 1997                | Auditoire et prisons de Saint-Amour                                            |
| Couvent des Capucins hôpital de Saint-Amour                                                | Saint-Amour                                                           | 19 avenue de Franche-Comté                                 | 46° 26′ 25″ nord, 5° 20′ 32″ est | « PA39000106 » | Inscrit                | 2012                | Couvent des Capucinshôpital de Saint-Amour                                     |
| Église Saint-Amateur-et-Saint-Viateur de Saint-Amour                                       | Saint-Amour                                                           | Rue du Commerce                                            | 46° 26′ 07″ nord, 5° 20′ 30″ est | « PA00132855 » | Inscrit Classé         | 1994 1996           | Église Saint-Amateur-et-Saint-Viateur de Saint-Amour                           |
| Hôtel Degland de Cessia                                                                    | Saint-Amour                                                           | 23 rue Réclosière 12 rue Lamartine                         | 46° 26′ 09″ nord, 5° 20′ 40″ est | « PA00102100 » | Inscrit                | 1992                | Hôtel Degland de Cessia                                                        |
| Maison Fillod                                                                              | Saint-Amour                                                           | 23 rue d'Allonal                                           | 46° 26′ 09″ nord, 5° 20′ 49″ est | « PA00135339 » | Inscrit                | 1995                | Maison Fillod                                                                  |
| Monastère des Annonciades                                                                  | Saint-Amour                                                           | 9 rue de Corcelles                                         | 46° 26′ 13″ nord, 5° 20′ 28″ est | « PA39000119 » | Inscrit                | 2013                | Monastère des Annonciades                                                      |
| Monument aux morts de Saint-Amour                                                          | Saint-Amour                                                           | 1 rue du Chatelet                                          | 46° 26′ 11″ nord, 5° 20′ 34″ est | « PA39000141 » | Inscrit                | 2024                | Image manquante Téléverser                                                     |
| Tour Saint-Guillaume                                                                       | Saint-Amour                                                           | Rue de l'Achapt                                            | 46° 26′ 06″ nord, 5° 20′ 39″ est | « PA00102012 » | Inscrit                | 1936                | Tour Saint-Guillaume                                                           |
| Église Saint-Aubin de Saint-Aubin                                                          | Saint-Aubin                                                           | Place Victor Hugo                                          | 47° 01′ 56″ nord, 5° 19′ 45″ est | « PA00125409 » | Inscrit                | 1993                | Église Saint-Aubin de Saint-Aubin                                              |
| Cathédrale Saint-Pierre, Saint-Paul et Saint-André de Saint-Claude                         | Saint-Claude                                                          |                                                            | 46° 23′ 11″ nord, 5° 51′ 59″ est | « PA00102013 » | Classé                 | 1906                | Cathédrale Saint-Pierre, Saint-Paul et Saint-André de Saint-Claude             |
| Chapelle des Carmes de Saint-Claude                                                        | Saint-Claude                                                          | Rue de la Poyat Place des Carmes                           | 46° 23′ 14″ nord, 5° 51′ 43″ est | « PA00102014 » | Inscrit                | 1977                | Chapelle des Carmes de Saint-Claude                                            |
| Église Saint-Sébastien de Valfin-lès-Saint-Claude                                          | Saint-Claude                                                          | 28, rue de la Mairie                                       | 46° 26′ 19″ nord, 5° 51′ 20″ est | « PA39000120 » | Inscrit                | 2013                | Église Saint-Sébastien de Valfin-lès-Saint-Claude                              |
| Maison du Peuple                                                                           | Saint-Claude                                                          | 12 rue de la Poyat                                         | 46° 23′ 16″ nord, 5° 51′ 48″ est | « PA00125410 » | Inscrit                | 1993                | Maison du Peuple                                                               |
| Palais abbatial de Saint-Claude                                                            | Saint-Claude                                                          | 3 place de l'Abbaye                                        | 46° 23′ 10″ nord, 5° 51′ 55″ est | « PA00135340 » | Classé                 | 2004                | Palais abbatial de Saint-Claude                                                |
| Croix de Chemilla                                                                          | Saint-Hymetière-sur-Valouse                                           | Place de la Mairie, Chemilla                               | 46° 21′ 32″ nord, 5° 33′ 36″ est | « PA00101827 » | Classé                 | 1907                | Croix de Chemilla                                                              |
| Église Sainte-Marie de Saint-Hymetière                                                     | Saint-Hymetière                                                       |                                                            | 46° 21′ 37″ nord, 5° 33′ 18″ est | « PA00102015 » | Classé                 | 1913                | Église Sainte-Marie de Saint-Hymetière                                         |
| Château de la Sauge                                                                        | Saint-Lamain                                                          |                                                            | 46° 47′ 49″ nord, 5° 36′ 27″ est | « PA39000029 » | Inscrit                | 1997                | Château de la Sauge                                                            |
| Château de Baume                                                                           | Saint-Lothain                                                         | Rue de l'Église                                            | 46° 49′ 30″ nord, 5° 38′ 29″ est | « PA00102063 » | Inscrit                | 1989                | Image manquante Téléverser                                                     |
| Croix de mission de Saint-Lothain                                                          | Saint-Lothain                                                         | Rue de l'Église                                            | 46° 49′ 29″ nord, 5° 38′ 28″ est | « PA00102064 » | Inscrit                | 1989                | Image manquante Téléverser                                                     |
| Église Saint-Lothain de Saint-Lothain                                                      | Saint-Lothain                                                         | Rue de l'Église                                            | 46° 49′ 29″ nord, 5° 38′ 29″ est | « PA00102019 » | Inscrit Classé         | 1927 1946           | Église Saint-Lothain de Saint-Lothain                                          |
| Croix de Villangrette                                                                      | Saint-Loup                                                            | Rue de la Chapelle Villangrette                            | 46° 59′ 31″ nord, 5° 17′ 05″ est | « PA00102020 » | Inscrit                | 1946                | Croix de Villangrette                                                          |
| Église Saint-Maur de Saint-Maur                                                            | Saint-Maur                                                            |                                                            | 46° 36′ 56″ nord, 5° 35′ 25″ est | « PA00102022 » | Inscrit                | 1934                | Église Saint-Maur de Saint-Maur                                                |
| Château de Salans                                                                          | Salans                                                                |                                                            | 47° 10′ 01″ nord, 5° 47′ 26″ est | « PA00102101 » | Inscrit                | 1992                | Château de Salans                                                              |
| Borne-colonne n°4 de la forêt de Chaux                                                     | Santans (également sur Éclans-Nenon, Our et La Vieille-Loye)          | forêt de Chaux                                             | 47° 04′ 29″ nord, 5° 38′ 42″ est | « PA39000111 » | Inscrit                | 2013                | Image manquante Téléverser                                                     |
| Église Saint-Pierre-et-Saint-Paul de Santans                                               | Santans                                                               |                                                            | 47° 01′ 19″ nord, 5° 39′ 36″ est | « PA00102037 » | Inscrit                | 1988                | Église Saint-Pierre-et-Saint-Paul de Santans                                   |
| Forges de Baudin                                                                           | Sellières                                                             |                                                            | 46° 49′ 18″ nord, 5° 34′ 22″ est | « PA00125411 » | Classé Inscrit         | 1993                | Image manquante Téléverser                                                     |
| Château de Sermange                                                                        | Sermange                                                              | 10 place du Marché-au-Poisson                              | 47° 11′ 45″ nord, 5° 39′ 12″ est | « PA39000045 » | Inscrit                | 2000                | Château de Sermange                                                            |
| Fontaine du Lavoir                                                                         | Sermange                                                              |                                                            | 47° 11′ 36″ nord, 5° 38′ 56″ est | « PA00102038 » | Inscrit                | 1941                | Fontaine du Lavoir                                                             |
| Fontaine de Sermange                                                                       | Sermange                                                              |                                                            | 47° 11′ 36″ nord, 5° 39′ 01″ est | « PA00102039 » | Classé                 | 1970                | Fontaine de Sermange                                                           |
| Château de Sirod                                                                           | Sirod                                                                 |                                                            | 46° 43′ 51″ nord, 5° 59′ 19″ est | « PA39000030 » | Inscrit                | 1997                | Château de Sirod                                                               |
| Croix de Sirod                                                                             | Sirod                                                                 | Petit Crans                                                | 46° 43′ 47″ nord, 5° 59′ 20″ est | « PA00102040 » | Inscrit                | 1933                | Croix de Sirod                                                                 |
| Église Saint-Étienne de Sirod                                                              | Sirod                                                                 |                                                            | 46° 43′ 53″ nord, 5° 59′ 16″ est | « PA00102041 » | Inscrit                | 1946                | Église Saint-Étienne de Sirod                                                  |
| Église Saint-Georges de Songeson                                                           | Songeson                                                              |                                                            | 46° 39′ 07″ nord, 5° 49′ 14″ est | « PA00102042 » | Inscrit                | 1980                | Église Saint-Georges de Songeson                                               |
| Forges de Syam                                                                             | Syam                                                                  |                                                            | 46° 42′ 20″ nord, 5° 56′ 33″ est | « PA00102043 » | Inscrit Classé Inscrit | 1993 1994           | Forges de Syam                                                                 |
| Église Sainte-Anne de Tavaux, presbytère de la cité Solvay et les aménagements paysagers   | Tavaux                                                                | avenue Ernest-Solvay; avenue Alfred-Sovay; Cité-Solvay     | 47° 03′ 09″ nord, 5° 25′ 03″ est | « PA39000129 » | Classé                 | 2023                | Image manquante Téléverser                                                     |
| Fontaine de Thervay                                                                        | Thervay                                                               | Rue de la Creuse Rue des Aigeottes                         | 47° 15′ 01″ nord, 5° 36′ 57″ est | « PA00102080 » | Inscrit                | 1990                | Fontaine de Thervay                                                            |
| Maison natale de Xavier Bichat                                                             | Thoirette-Coisia                                                      | Rue Xavier Bichat, Thoirette                               | 46° 16′ 28″ nord, 5° 31′ 58″ est | « PA00102081 » | Inscrit                | 1990                | Maison natale de Xavier Bichat                                                 |
| Croix de Thoissia                                                                          | Thoissia                                                              |                                                            | 46° 25′ 21″ nord, 5° 23′ 38″ est | « PA00102044 » | Classé                 | 1980                | Croix de Thoissia                                                              |
| Église Saint-Speusippe-Saint-Éleusippe-Saint-Méleusippe de Toulouse-le-Château             | Toulouse-le-Château                                                   |                                                            | 46° 49′ 36″ nord, 5° 35′ 14″ est | « PA00102045 » | Inscrit                | 1988                | Église Saint-Speusippe-Saint-Éleusippe-Saint-Méleusippe de Toulouse-le-Château |
| Forges de Baudin                                                                           | Toulouse-le-Château                                                   | Baudin                                                     | 46° 49′ 22″ nord, 5° 34′ 26″ est | « PA00102098 » | Classé Inscrit         | 1993                | Image manquante Téléverser                                                     |
| Château de La Tour-du-Meix                                                                 | La Tour-du-Meix                                                       |                                                            | 46° 31′ 40″ nord, 5° 39′ 56″ est | « PA00102046 » | Classé                 | 1926                | Image manquante Téléverser                                                     |
| Église Saint-Christophe de Saint-Christophe                                                | La Tour-du-Meix                                                       | Saint-Christophe                                           | 46° 32′ 07″ nord, 5° 39′ 47″ est | « PA00102047 » | Inscrit                | 1946                | Église Saint-Christophe de Saint-Christophe                                    |
| Borne frontière de Mallerey                                                                | Trenal                                                                | Mallerey                                                   | à géolocaliser                   | « PA00101947 » | Classé                 | 1931                | Borne frontière de Mallerey                                                    |
| Château de Nanc-lès-Saint-Amour                                                            | Les Trois Châteaux                                                    | Rue du Château, Nanc-lès-Saint-Amour                       | 46° 25′ 26″ nord, 5° 21′ 36″ est | « PA00101969 » | Inscrit                | 1934                | Château de Nanc-lès-Saint-Amour                                                |
| Église Saint-Jean-Baptiste de Saint-Jean-d'Étreux                                          | Les Trois Châteaux                                                    | Rue de l'Église, Saint-Jean-d'Étreux                       | 46° 24′ 15″ nord, 5° 21′ 28″ est | « PA00102016 » | Inscrit                | 1946                | Église Saint-Jean-Baptiste de Saint-Jean-d'Étreux                              |
| Église Saint-Martin de Nanc-lès-Saint-Amour                                                | Les Trois Châteaux                                                    | Route de l'Église, Nanc-lès-Saint-Amour                    | 46° 25′ 28″ nord, 5° 21′ 27″ est | « PA00101970 » | Inscrit                | 1961                | Église Saint-Martin de Nanc-lès-Saint-Amour                                    |
| Demeure Secrétan                                                                           | Val-Sonnette                                                          | Grusse                                                     | 46° 35′ 54″ nord, 5° 29′ 34″ est | « PA39000086 » | Inscrit                | 2008                | Demeure Secrétan                                                               |
| Croix de cimetière de Civria                                                               | Val Suran                                                             | Civria, Bourcia                                            | 46° 21′ 03″ nord, 5° 23′ 24″ est | « PA39000019 » | Inscrit                | 1997                | Croix de cimetière de Civria                                                   |
| Église Saint-Jean-Baptiste de Saint-Julien                                                 | Val Suran                                                             | Rue de l'Église, Saint-Julien                              | 46° 23′ 39″ nord, 5° 27′ 13″ est | « PA00102017 » | Inscrit                | 2020                | Église Saint-Jean-Baptiste de Saint-Julien                                     |
| Fontaine-lavoir de Villechantria                                                           | Val Suran                                                             | Villechantria                                              | 46° 22′ 26″ nord, 5° 26′ 24″ est | « PA39000031 » | Inscrit                | 1997                | Fontaine-lavoir de Villechantria                                               |
| Église Saint-Aubin de Fétigny                                                              | Valzin en Petite Montagne                                             | Fétigny                                                    | 46° 26′ 29″ nord, 5° 35′ 53″ est | « PA39000036 » | Inscrit                | 1998                | Église Saint-Aubin de Fétigny                                                  |
| Église Saint-Maurice de Chatonnay                                                          | Valzin en Petite Montagne                                             | Chatonnay                                                  | 46° 25′ 29″ nord, 5° 32′ 39″ est | « PA00101825 » | Inscrit                | 1935                | Église Saint-Maurice de Chatonnay                                              |
| Château de Vaux-sur-Poligny                                                                | Vaux-sur-Poligny                                                      | Rue de la Reculée                                          | 46° 49′ 29″ nord, 5° 43′ 27″ est | « PA39000038 » | Inscrit                | 1998                | Château de Vaux-sur-Poligny                                                    |
| Prieuré de Vaux-sur-Poligny                                                                | Vaux-sur-Poligny                                                      | 10 route de Champagnole                                    | 46° 49′ 31″ nord, 5° 43′ 24″ est | « PA00102048 » | Inscrit                | 1927 2002           | Prieuré de Vaux-sur-Poligny                                                    |
| Château de Verges                                                                          | Verges                                                                |                                                            | 46° 39′ 10″ nord, 5° 41′ 00″ est | « PA00102049 » | Inscrit Classé Inscrit | 1985 1992 2015      | Image manquante Téléverser                                                     |
| Fermes jumelles de Verges                                                                  | Verges                                                                |                                                            | 46° 39′ 11″ nord, 5° 40′ 59″ est | « PA39000049 » | Inscrit                | 2001                | Image manquante Téléverser                                                     |
| Croix de Vernantois                                                                        | Vernantois                                                            | Rue du Calvaire                                            | 46° 37′ 35″ nord, 5° 34′ 36″ est | « PA39000072 » | Inscrit                | 2006                | Image manquante Téléverser                                                     |
| Église Saint-Martin de Vernantois                                                          | Vernantois                                                            |                                                            | 46° 37′ 40″ nord, 5° 34′ 34″ est | « PA00102050 » | Inscrit                | 1970                | Image manquante Téléverser                                                     |
| Borne-colonne n°3 de la forêt de Chaux                                                     | La Vieille-Loye (également sur Éclans-Nenon)                          | forêt de Chaux                                             | 47° 04′ 17″ nord, 5° 37′ 50″ est | « PA39000111 » | Inscrit                | 2013                | Image manquante Téléverser                                                     |
| Borne-colonne n°4 de la forêt de Chaux                                                     | La Vieille-Loye (également sur Éclans-Nenon, Our et Santans)          | forêt de Chaux                                             | 47° 04′ 29″ nord, 5° 38′ 42″ est | « PA39000111 » | Inscrit                | 2013                | Image manquante Téléverser                                                     |
| Baraques du quatorze                                                                       | La Vieille-Loye                                                       |                                                            | 47° 03′ 17″ nord, 5° 38′ 25″ est | « PA00102051 » | Inscrit                | 1986                | Image manquante Téléverser                                                     |
| Aqueduc romain de Villards-d'Héria                                                         | Villards-d'Héria                                                      |                                                            | 46° 25′ 27″ nord, 5° 44′ 37″ est | « PA00102052 » | Inscrit                | 1948                | Image manquante Téléverser                                                     |
| Sanctuaire gallo-romain du Pont des Arches                                                 | Villards-d'Héria                                                      | Le Lac-d'Antre                                             | 46° 24′ 56″ nord, 5° 45′ 10″ est | « PA00102102 » | Inscrit                | 1992                | Image manquante Téléverser                                                     |
| Vestiges gallo-romains de Villards-d'Héria                                                 | Villards-d'Héria                                                      | L'Abreuvoir Le Chaumieux Aux Puits                         | 46° 25′ 23″ nord, 5° 44′ 34″ est | « PA00102053 » | Classé                 | 1965                | Vestiges gallo-romains de Villards-d'Héria                                     |
| Château de Pymont                                                                          | Villeneuve-sous-Pymont                                                | Pymont                                                     | 46° 41′ 19″ nord, 5° 32′ 39″ est | « PA00132857 » | Inscrit                | 1994                | Image manquante Téléverser                                                     |
| Four de tuiliers                                                                           | Villers-Farlay                                                        | Bois de la Pommeraie                                       | 46° 58′ 33″ nord, 5° 45′ 55″ est | « PA00132758 » | Inscrit                | 1994                | Four de tuiliers                                                               |
| Mairie-justice de paix de Villers-Farlay                                                   | Villers-Farlay                                                        | 54 route Louis-Pasteur                                     | 46° 59′ 56″ nord, 5° 45′ 04″ est | « PA39000065 » | Inscrit                | 2005                | Mairie-justice de paix de Villers-Farlay                                       |
| Maison familiale de Marcel Aymé                                                            | Villers-Robert                                                        |                                                            | 46° 56′ 51″ nord, 5° 31′ 32″ est | « PA00102082 » | Inscrit                | 1990                | Image manquante Téléverser                                                     |
| Chevance du Perret                                                                         | Villevieux                                                            | 127 rue Perret                                             | 46° 44′ 05″ nord, 5° 27′ 51″ est | « PA39000088 » | Inscrit                | 2008                | Image manquante Téléverser                                                     |
| Église de la Conversion-de-Saint-Paul de Villevieux                                        | Villevieux                                                            |                                                            | 46° 44′ 12″ nord, 5° 27′ 52″ est | « PA00102054 » | Inscrit                | 1971                | Église de la Conversion-de-Saint-Paul de Villevieux                            |
| Moulin du Haut                                                                             | Villevieux                                                            | 190 rue du Moulin                                          | 46° 44′ 06″ nord, 5° 27′ 57″ est | « PA39000132 » | Inscrit                | 2021                | Image manquante Téléverser                                                     |
| Borne de La Boissière                                                                      | Viry                                                                  | La Boissière                                               | 46° 15′ 54″ nord, 5° 43′ 13″ est | « PA00102055 » | Classé                 | 1926                | Image manquante Téléverser                                                     |
| Abbaye d'Acey                                                                              | Vitreux                                                               |                                                            | 47° 15′ 42″ nord, 5° 39′ 25″ est | « PA00102056 » | Inscrit Classé         | 1952 1971           | Abbaye d'Acey                                                                  |
| Château de Charrin                                                                         | Voiteur                                                               |                                                            | 46° 45′ 04″ nord, 5° 36′ 45″ est | « PA00102057 » | Inscrit                | 1984                | Image manquante Téléverser                                                     |
| Château Saint-Martin                                                                       | Voiteur                                                               |                                                            | 46° 45′ 15″ nord, 5° 36′ 25″ est | « PA39000058 » | Inscrit                | 2003                | Image manquante Téléverser                                                     |